# 卢布廖夫卡
卢布廖夫卡（羅馬化：Rublyovka，直译：卢布之地）是俄罗斯莫斯科西郊著名住宅区的非官方名称，位于卢布廖夫-烏斯彭斯科耶高速公路、波杜甚金斯科、第一烏斯彭斯科耶和第二烏斯彭斯科耶高速公路沿线。
并没有没有正式的行政区划以“卢布廖夫卡”为名，但这个名字在社会上和大众媒体中广为流传。与莫斯科及其郊区相比，该地区生态良好，空气清新。
许多俄罗斯政府官员和成功的商人居住在卢布廖夫卡的封闭式社区。 此地的房地产价格是世界上最高的地方之一。  《纽约时报》称其为“俄罗斯统治阶级庞大别墅之乡”。

## 居住者
该地居住着大量的腐败分子，政府官员，FSB高官，俄气高管等统治阶级人士。TVRAIN曾查阅该地房产登记信息，并将这些人的官职，财产申报中的收入，其在卢布廖夫卡的宅邸地价等制作了一个动态地图供参考：卢布廖夫卡交互式地图 （页面存档备份，存于）
其中一些知名者有： 
- 2020年1月，被弗拉基米尔·普京总统提名为下一任俄罗斯总理的候选人的米哈伊尔·米舒斯京和他的妻子被揭露在卢布廖夫卡拥有价值1500万美元（1090万英镑）的豪宅[4]。

- 维克托·佐洛托夫，是弗拉基米尔·普京的原个人安全主管，现任俄罗斯国家近卫军的负责人。他的新家占地1公頃（2.5英畝），位于理论上属于俄罗斯国防部的土地上[1][2][3]。2014年时，此人宅邸的土地价值2亿卢布[3]。

- 伊利亚·基瓦，乌克兰叛国者[5][6][7]，曾是乌克兰最高拉达议员，在俄罗斯对乌克兰发动全面入侵后逃至俄国并多次散播“泽连斯基总统已不在基辅”，“泽连斯基总统已向美国驻波兰使馆寻求庇护”一类的谣言[8]，后来更呼吁俄国对乌克兰进行先发制人的核打击[9][10] [11]。此后基瓦被根据他发布的影片定位[12]并于2023年12月6日被人开枪击毙于该地的“韦利奇乡村俱乐部”（«Величъ Country Club»），据称是遭SBU派出的锄奸队清算[13][14]。

- 曾在普京政权期间担任总统，现任俄国国家安全会议副主席德米特里·梅德韦杰夫

## 其他
2023年5月，俄国连续对乌克兰首都基辅在内的城市发动了近一个月的高强度空袭。随后在5月30日，莫斯科地区遭到了大批无人机還击，被打击的目标中就包括卢布廖夫卡。结果俄国民众对此似乎并不在意，还有网民发帖嘲笑卢布廖夫卡遭袭击。俄国官媒和宣传人士怒斥这些网民“叛国”，名嘴索洛维约夫还质问道“难道住在卢布廖夫卡的就不是我们俄国同胞了嗎？你们在那开心什么？难道我们不再是一个国家，一个民族了嗎?ǃ”